# Симонс, Шарль
Шарль Симонс фр. Charles Simons; 27 сентября 1906, Антверпен — 5 августа 1979) — бельгийский футболист, играл на позиции полузащитника. Участник чемпионата мира 1934 года.

## Биография

### Клубная карьера
Всю свою карьеру играл за «Антверпен», в составе которого выиграл два чемпионских титула в 1929 и 1931 годах. Помимо этого, в составе этого клуба 4 раза становился вице-чемпионом Бельгии в 1925, 1930, 1932 и 1933 годах. Завершил карьеру в 1933 году.

### Карьера в сборной
Дебютировал в составе сборной Бельгии 3 мая 1931 года в товарищеском матче со сборной Нидерландов — Бельгия одержала победу со счётом 4:2.
Был включён в состав сборной Бельгии на чемпионат мира 1934 года, но на поле не выходил. Всего за сборную Бельгии сыграл 10 матчей.

### Смерть
Скончался 5 августа 1979 года в возрасте 72 лет.

## Достижения
«Антверпен»
- Чемпионат Бельгии (2):1928/29, 1930/31